# 최성해 (교육인)
최성해(崔成海, 1953~)는 대한민국의 교육자로, 전 동양대학교 총장이다.